# ルートヴィッヒ・グリム
ルートヴィヒ・エーミール・グリム（Ludwig Emil Grimm、1790年3月14日 - 1863年4月4日）は、ドイツの版画家、銅版画家。グリム兄弟の1人であり、ヤーコプ、ヴィルヘルムの弟。ドイツ、ハーナウの生まれ。

## 来歴
ルートヴィッヒ・エミール・グリムは、1790年に法律家のフィリップ・ヴィルヘルム・グリムの息子として生まれた。1796年にその父が亡くなってからは、貧しい幼年時代を過ごした。1808年銅版画家になるためミュンヘンのカール・ヘスのもとに弟子入りする。ヘスの指導の下、ルートヴィッヒは、まもなくエッチングの技術を習得し、彫刻のみにかけてはかなりの技量を身につけた。しかし、彼はその後エッチングの仕事の方を好むようになり、力強さと調和が特に求められる場面でのみ銅版画に取り組むようになる。グリムは、自分のオリジナルの構図や風景、動物のエッチング作品を残しているが、彼が最も気に入っていたのは肖像画だったと思われる。彼の彫刻針の扱いは自由闊達で、描かれるものは、純粋で可憐で、往々にしてその完全さの域にまで達していた。 
ドイツ解放戦争に参加した後、彼は1814年にカッセルに戻り、1816年には2ヵ月ほどイタリアに旅行した。その後は、1818年の初めまでミュンヘンで働き、それ以降は郷里に落ち着いた。彼は、ヴィリングハウゼンの芸術家村（Willingshäuser Malerkolonie）の一員でもあった。
1832年、彼はカッセルの芸術アカデミーの教授に就任した。1837年に兄弟であるヤーコプとヴィルヘルムがゲッティンゲン七教授事件で職を追われると、ヴィルヘルムを助けた。彼は、1863年4月4日、カッセルで亡くなっている。

## 作品
1840年に、自らの作品集、歴史的な場面やジャンルさまざまなもの、人の頭部、肖像、風景などの作品を含んだものを『メルヒェンを語る女性』（die Märchenerzählerin）というタイトルで出版している。1854年には、その補遺も30作品を加えて追加された。
また、兄たち二人がまとめたグリム童話集初版の挿し絵も描いている。

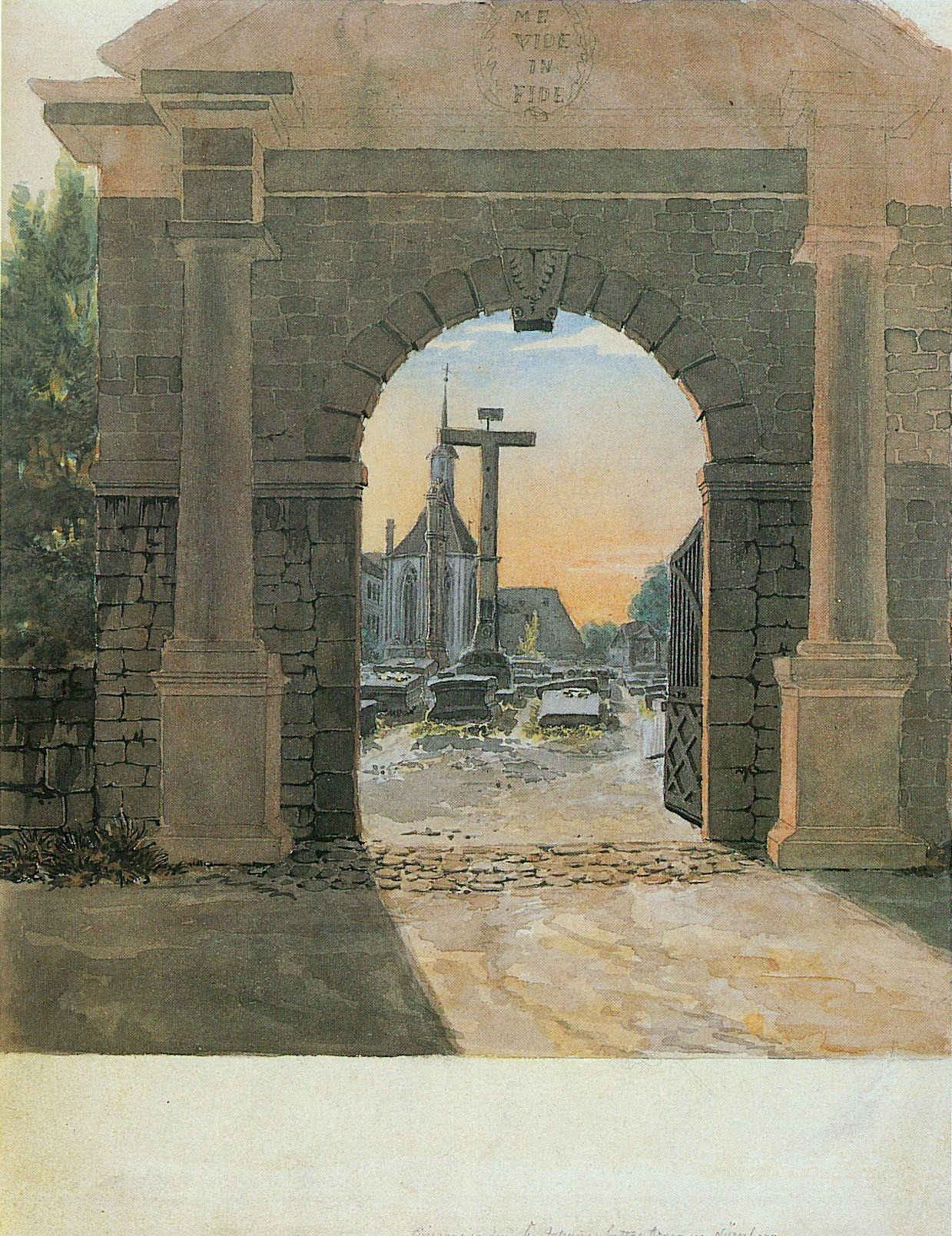
ニュルンベルクのヨハニスフリートホフm門
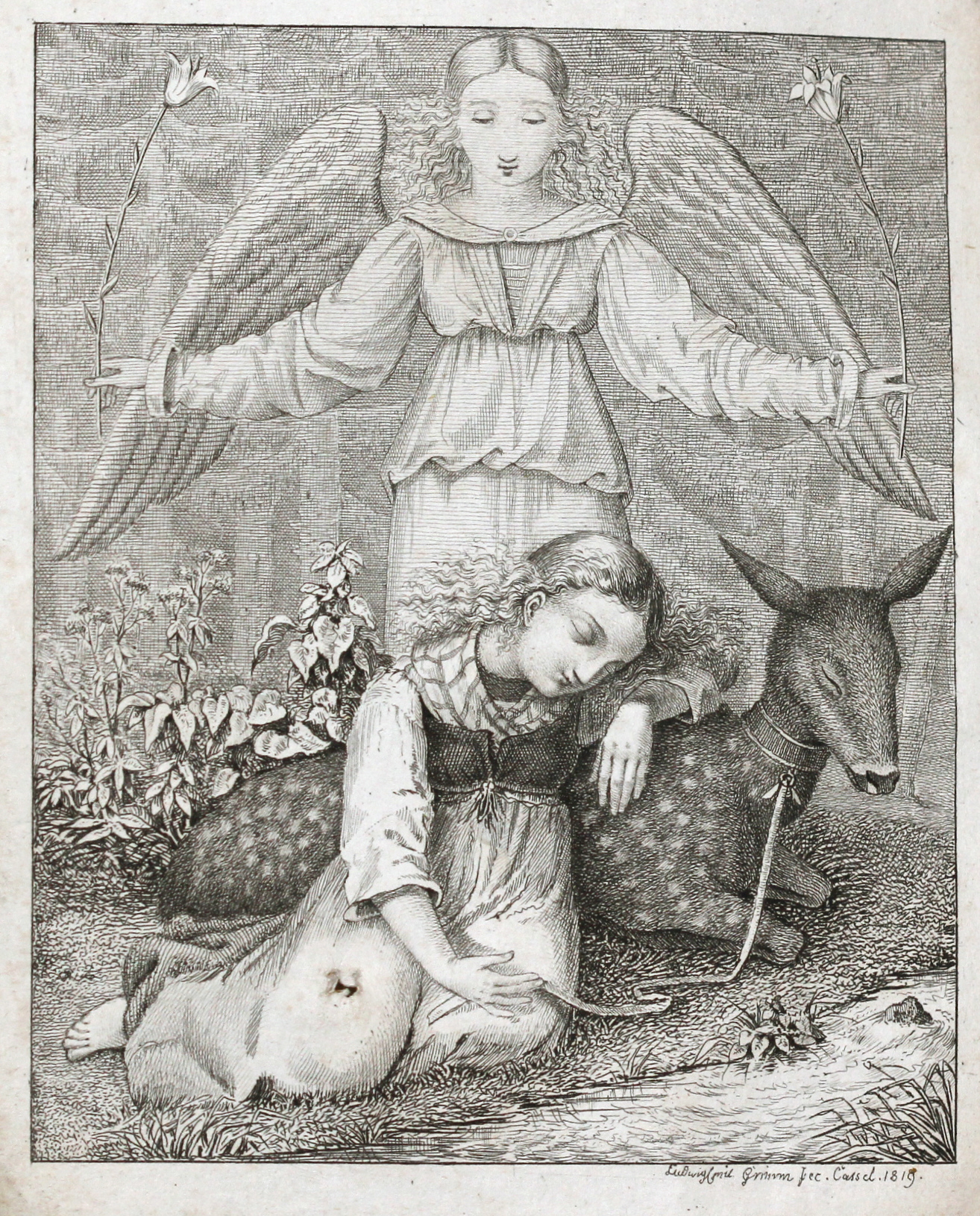
子供と家庭の物語 (第2版第1巻:1819)
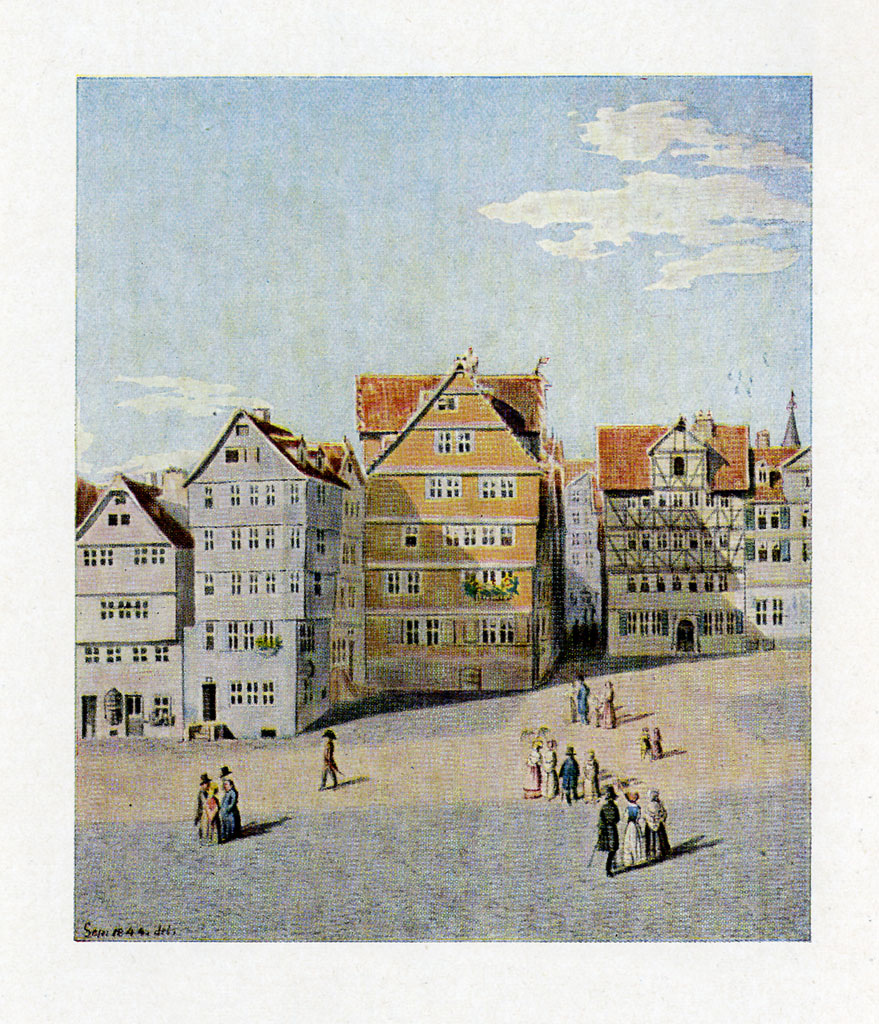
カッセルの風景
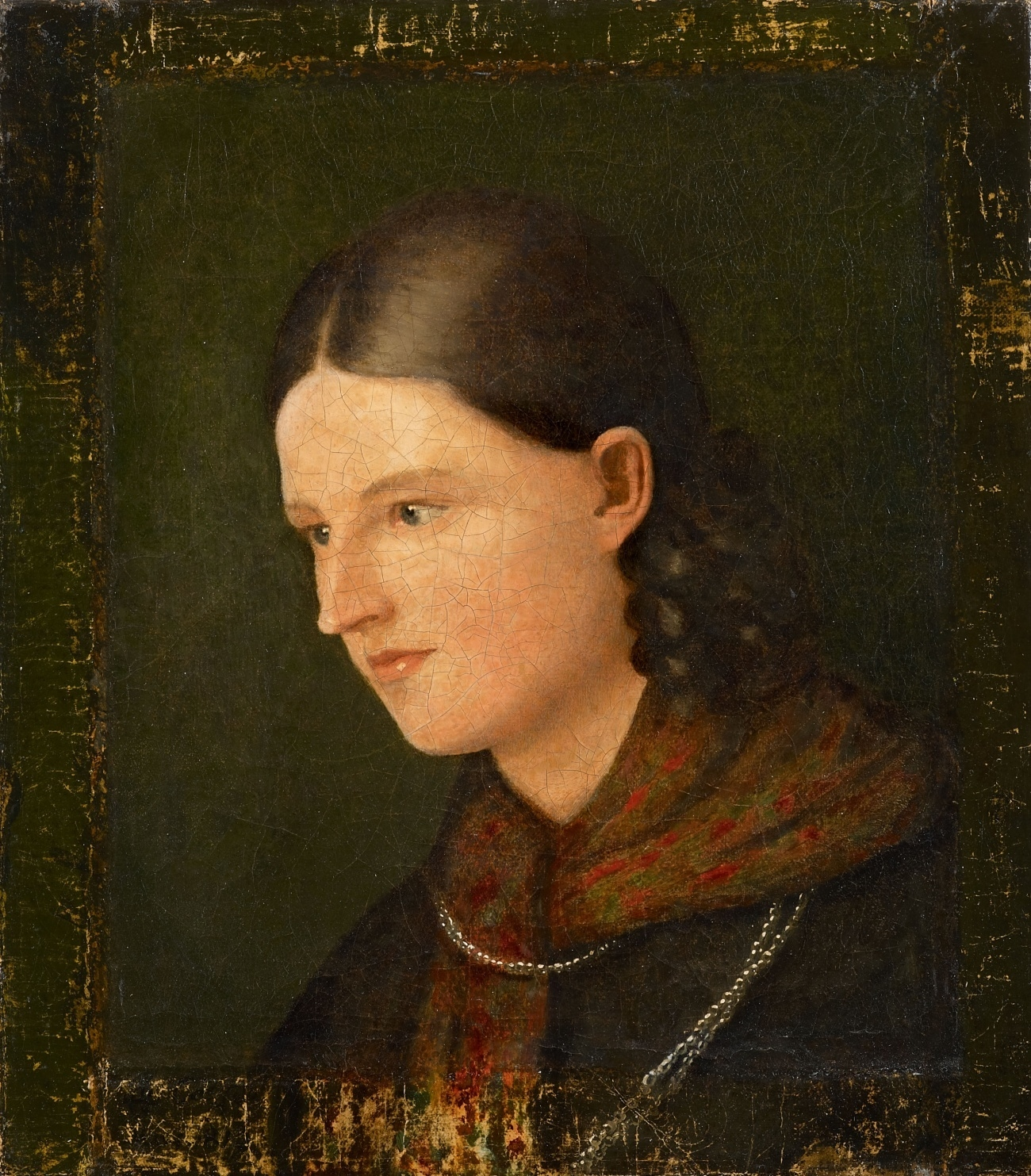
肖像画

## 著書
- Ludwig Emil Grimm, Erinnerungen aus meinem Leben（「我が人生の回想」、邦訳はなし）, hg. und ergänzt von Adolf Stoll, Leipzig 1915.